# 1582

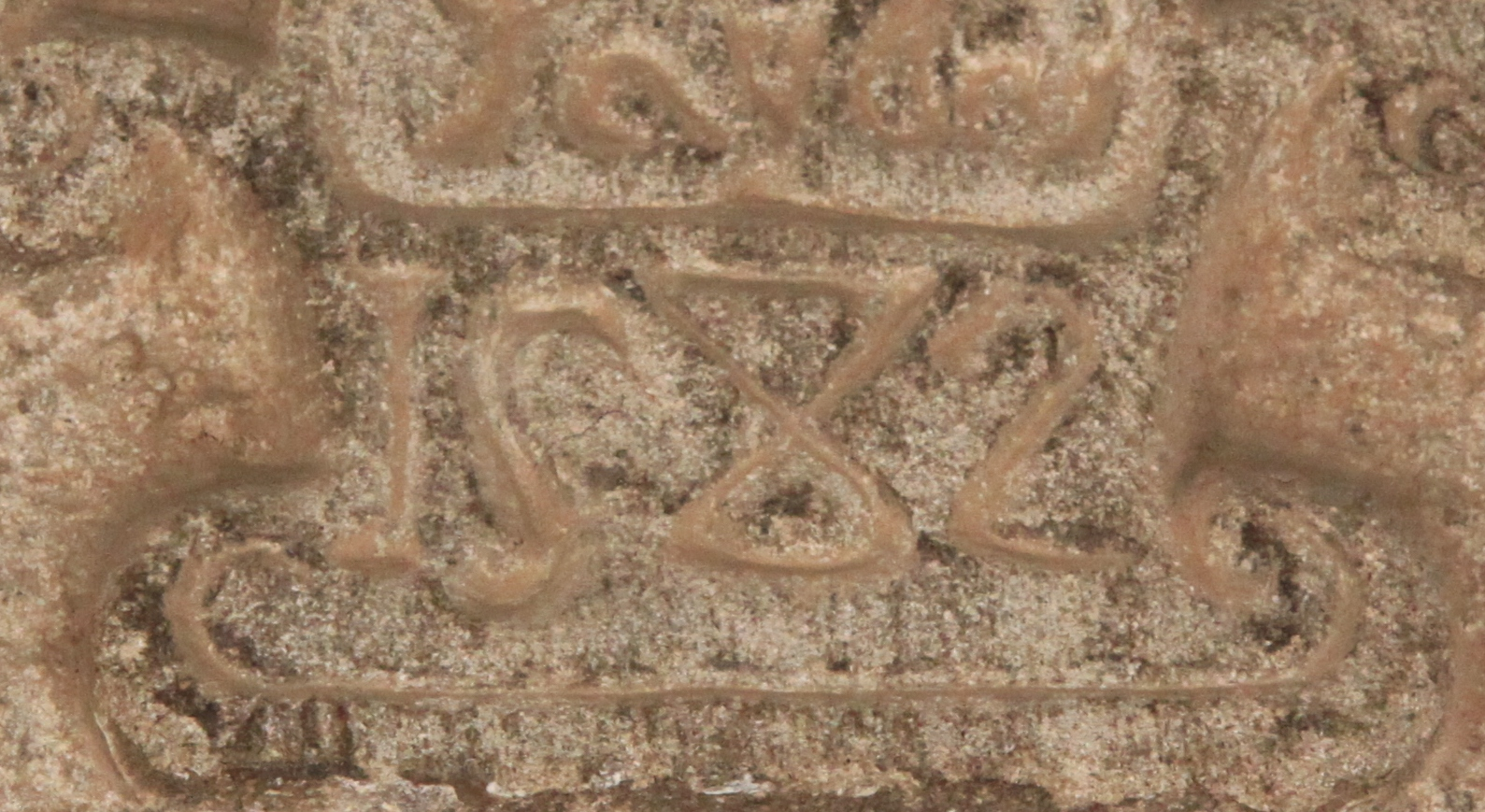
Llinda d'una casa de Santa Pau

El 1582 (MDLXXXII) fou un any comú iniciat en dilluns pertanyent a l'edat moderna.

## Esdeveniments
- Establiment del calendari gregorià: el 5 d'octubre es converteix en el 15 d'octubre.
- Creació del Consell de Portugal
- 13 de maig: dos-cents pirates sarraïns desembarquen a Sa Foradada, a la mallorquina vila de Deià, on foren vençuts per una cinquantena d'homes.
- Publicació de les Disputationes en defensa del poder papal
- S'acaba d'il·luminar El llibre de la felicitat, un exemple cabdal de l'art a l'Imperi Otomà
- Batalla de l'Illa Terceira
- Fundació de l'Orde dels Ministres dels Malalts
- Publicació de The Monument of Matrones, compendi de literatura d'autores angleses

## Naixements
- 28 d'agost - Pequín (Xina): Emperador Taichang, 14è emperador de la Dinastia Ming (m. 1620).[1]
- 22 d'octubre - Chengshu, Suzhou (Xina): Qian Qianyi (xinès simplificat: 钱谦益; xinès tradicional: 銭 謙 益; pinyin: Qián Qiānyì) funcionari, historiador, escriptor i poeta xinès (m. 1664).[2]
- David Teniers el Vell

## Necrològiques
- 4 d'octubre, Alba de Tormes, Regne de Castella: Teresa de Jesús, monja, teòloga i escriptora mística en castellà (n. 1515).[3]